# ELLEGARDEN THE BOYS ARE BACK IN TOWN TOUR 2018
『ELLEGARDEN THE BOYS ARE BACK IN TOWN TOUR 2018』はELLEGARDENが活動休止した2008年以来約10年ぶりに行った全国ツアーである。また、本ツアーの告知とともにバンド活動の再開が発表された。

## 経緯
2008年9月7日の新木場STUDIO COAST公演以降、バンドは活動休止を続けていた。休止期間もそれぞれがバンド活動を続けており、the HIATUSやMONOEYESとしても精力的に活動していた細美は何度かELLEGARDENの活動再開を試みたが、バンドとして動くことはなかった。
2016年6月に細美が「MIYAKO ISLAND ROCK FESTIVAL」に出演した際に、以前から親交のあったONE OK ROCKのTakaからELLEGARDENとの対バンを熱望され、それに細美が応える形で2018年の活動再開への話が動き出した。
当初はONE OK ROCK主催のライブへの参加、という話があったが、話し合いの結果、ELLEGARDEN主催のツアーにONE OK ROCKがゲストとして参加することで話がまとまった。
2018年5月10日、ELLEGARDENの再開と夏のツアーが正式に発表され、アーティスト写真が更新された。Twitter上では瞬く間にトレンド入りし、多くの音楽関係者から歓喜の声が上がった。細美もブログを更新し、「ただいま」というタイトルのエントリーで「全員笑顔にすっかんな」という言葉を残した。

## 日程
| 日程              | 開場/開演   | 都道府県 | 会場                 | ゲストアクト |
| ----------------- | ----------- | -------- | -------------------- | ------------ |
| 2018年8月8日(水)  | 18:00/19:00 | 東京都   | 新木場STUDIO COAST   | ONE OK ROCK  |
| 2018年8月10日(金) | 18:00/19:00 | 宮城県   | 仙台PIT              | ONE OK ROCK  |
| 2018年8月15日(水) | 16:30/18:00 | 千葉県   | ZOZOマリンスタジアム | ONE OK ROCK  |

## 出演
- ELLEGARDEN
  - 細美武士：Vocal & Guitar
  - 生形真一：Guitar & Chorus
  - 高田雄一：Bass
  - 高橋宏貴：Drums

- ONE OK ROCK
  - Taka：Vocal
  - Toru：Guitar
  - Ryota：Bass
  - Tomoya：Drums

## セットリスト
細美は以前ブログで復活ライブの1曲目を「Supernova」にすると公言しており、実際に1曲目として同曲が演奏された。
2018.8.15 ZOZOマリンスタジアム
1. Supernova
2. No.13
3. Pizza Man
4. Fire Cracker
5. Space Sonic
6. 高架線
7. Missing
8. スターフィッシュ
9. The Autumn Song
10. 風の日
11. Middle Of Nowhere
12. Surfrider Association
13. Marry Me
14. Lonesome
15. 金星
16. サンタクロース
17. モンスター
18. Red Hot
19. Salamander
20. ジターバグ
21. 虹
アンコール①
22. Make A Wish
23. 月
アンコール②
24. BBQ Riot Song

## 映像化
細美はZOZOマリンスタジアム公演のMCで映像化はされない、と公言しており、2021年現在フル尺での映像化はなされていない。
例外として、2019年に1曲目に演奏された「Supernova」を使用した2019年の活動のトレーラー映像が、2020年に「Make A Wish」のライブ映像がそれぞれ公開された。
2022年11月25日にAmazon Prime Videoで公開された「ELLEGARDEN：Lost & Found」で1曲目の「Supernova」と本編ラストの「虹」がフル映像として収録されている。